# Copidosoma ratzeburgi
Copidosoma ratzeburgi är en stekelart som beskrevs av Mercet 1921. Copidosoma ratzeburgi ingår i släktet Copidosoma och familjen sköldlussteklar.
Artens utbredningsområde är:
- Algeriet.
- Bulgarien.
- Tjeckien.
- Slovakien.
- Finland.
- Frankrike.
- Ungern.
- Spanien.
- Sverige.
- Moldavien.
- Kroatien.

Arten är reproducerande i Sverige. Inga underarter finns listade i Catalogue of Life.